# Dominique Chaussois
Dominique Chaussois est un réalisateur français né le 29 janvier 1952 à Bône en Algérie et mort le 15 février 2013 à Taulignan dans la Drôme.

## Filmographie
- 1981 : La cassure (assistant à la réalisation)[2]
- 1987 : Le Moustachu (scénariste et réalisateur)[3]
- 1997 : L'Homme idéal de Xavier Gélin (scénariste)
- 1999 : Voleur de cœur (scénariste)[4]